# Ryszard Jan Kuźmo
Ryszard Jan Kuźmo (ur. 1 sierpnia 1938 w Wilnie) – litewski epidemiolog, działacz społeczny narodowości polskiej.

## Życiorys
Absolwent Uniwersytetu Wileńskiego, docent doktor w zakresie epidemiologii i higieny, specjalista z zakresu ochrony środowiska. Jest założycielem i rektorem Polskiego Uniwersytetu III wieku w Wilnie. Ryszard Jan Kuźmo jest autorem artykułów naukowych z zakresu ochrony środowiska i wód oraz ponad 250 artykułów naukowych. Poza pracą naukową interesuje się historią Litwy, specjalizuje się w historii pałaców hrabiów Tyszkiewiczów położonych na Litwie i wiele innych. Należy do Stowarzyszenia Naukowców Polaków Litwy, jest członkiem zwyczajnym Polskiego Towarzystwa Naukowego na Obczyźnie.
W 2020 został odznaczony Złotym Krzyżem Zasługi.